# Anthurium macrocephalum
Anthurium macrocephalum är en kallaväxtart som beskrevs av Richard Evans Schultes. Anthurium macrocephalum ingår i släktet Anthurium och familjen kallaväxter. Inga underarter finns listade.